# Меркуур (футбольний клуб)
«Меркуур» (ест. Tartu JK Merkuur), пізніше «Мааг» (ест. Tartu JK Maag) — радянський і естонський футбольний клуб, що нині не існує, з міста Тарту. Учасник шести сезонів вищої ліги Естонії (1992—1994, 2004—2006).

## Історія
Датою заснування клубу вважається 1990 рік, у низці джерел згадується наступність до раніше існуючої команди КФК «Хлібокомбінат» (ест. Leivakombinaat). Більшість своєї історії виступав під назвою «Меркуур». У 1992 році, після утворення незалежного чемпіонату Естонії, клуб був включений до вищої ліги, де провів перші три сезони, займаючи місця ближче до кінця таблиці. Після закінчення сезону 1993/94, коли вищий дивізіон було скорочено з 12 команд до восьми, «Меркуур» опустився до першої ліги.
У другій половині 1990-х років клуб курсував між першою та другою лігами. У сезонах 1996/97 та 1999 ставав переможцем зональних турнірів другої ліги. На початку 2000-х років закріпився в першій лізі, де провів чотири сезони поспіль (2000—2003), бувши середняком. 2003 року «Меркуур» посів лише шосте місце серед восьми учасників першої ліги. Однак резервну команду «Левадії», яка виступала у вищій лізі, вирішено було відправити в першу лігу, і її місце було віддано клубу з Тарту.
У 2004—2006 «Меркуур» знову виступав у найвищому дивізіоні, де посідав місця в середині таблиці. Перед початком сезону 2006 року назву клубу було змінено на честь спонсора. Команда стала називатися «Мааг». Найкращий результат в історії клубу п'яте місце в чемпіонаті (2004, 2006), у Кубку Естонії — вихід у півфінал (2005/06).
У 2005 році до учасників вищої ліги увійшов інший клуб з Тарту — «Таммека», і після двох сезонів конкуренції наприкінці 2006 року було вирішено об'єднати клуби. У 2007—2008 роках об'єднаний клуб виступав як «Мааг-Таммека», проте потім компанія «Мааг» відмовилася від спонсорства та від своєї згадки у назві, в результаті «Таммека» повернула своє споконвічне ім'я та спадкоємність.
У 2013 році в Тарту було створено новий клуб «Меркуур», який виступав у нижчих лігах до 2017 року, проте формальної наступності до клубу, що існував раніше, він не мав.

## Назви
- «Меркуур» (1990—2005)
- «Мааг» (2006)

## Статистика виступів
| Сезон   | Ліга        | Місце   | Участники | Ігри    | П       | Н       | П       | ЗМ      | ПМ      | РМ      | О       | Бомбардир                              |
| Меркуур | Меркуур     | Меркуур | Меркуур   | Меркуур | Меркуур | Меркуур | Меркуур | Меркуур | Меркуур | Меркуур | Меркуур | Меркуур                                |
| ------- | ----------- | ------- | --------- | ------- | ------- | ------- | ------- | ------- | ------- | ------- | ------- | -------------------------------------- |
| 1992    | Мейстріліга | 12      | 14        | 9       | 1       | 2       | 6       | 11      | 28      | -17     | 4       | Райн Пютсепп Артур Ануфрієнко (по 5)   |
| 1992/93 | Мейстріліга | 10      | 12        | 22      | 4       | 4       | 14      | 17      | 63      | -46     | 12      | Іван О'Коннел-Бронін (5)               |
| 1993/94 | Мейстріліга | 10      | 12        | 22      | 2       | 1       | 19      | 12      | 101     | -89     | 5       | Іван О'Коннел-Бронін (5)               |
| 1994/95 | Есілііга    | 4       | 6         | 10      | 5       | 1       | 4       | 9       | 16      | -7      | 16      |                                        |
| 1995/96 | Друга ліга  | 3       | 5         | 8       | 3       | 2       | 3       | 16      | 12      | +4      | 11      |                                        |
| 1996/97 | Друга ліга  | 1       | 6         | 10      | 9       | 1       | 0       | 33      | 8       | +25     | 28      |                                        |
| 1997/98 | Есілііга    | 4       | 8         | 14      | 6       | 3       | 5       | 23      | 21      | +2      | 18      | Сергій Леонтьєв(6)                     |
| 1998    | Есілііга    | 7       | 8         | 14      | 5       | 0       | 9       | 21      | 31      | -10     | 15      | Янек Кійсман Вейко Енок (по 4)         |
| 1999    | Друга ліга  | 1       | 6         | 20      | 18      | 0       | 2       | 64      | 17      | +47     | 54      | Янек Хейм Олександр Волжинський (по 8) |
| 2000    | Есілііга    | 6       | 8         | 28      | 9       | 7       | 12      | 42      | 62      | -20     | 34      | Янек Хейм (10)                         |
| 2001    | Есілііга    | 4       | 8         | 28      | 14      | 4       | 10      | 57      | 35      | +22     | 46      | Іван О'Коннел-Бронін (14)              |
| 2002    | Есілііга    | 5       | 8         | 28      | 10      | 3       | 15      | 47      | 73      | -26     | 33      | Антон Середа (9)                       |
| 2003    | Есілііга    | 6       | 8         | 28      | 7       | 8       | 13      | 37      | 66      | -29     | 25      | Антон Помазан Сікстен Казимір (по 7)   |
| 2004    | Мейстріліга | 5       | 8         | 28      | 10      | 5       | 13      | 47      | 58      | -11     | 35      | Антон Середа (11)                      |
| 2005    | Мейстріліга | 6       | 10        | 36      | 11      | 7       | 18      | 52      | 86      | -34     | 40      | Владислав Іванов (8)                   |
| Мааг    |             |         |           |         |         |         |         |         |         |         |         |                                        |
| 2006    | Мейстріліга | 5       | 10        | 36      | 13      | 9       | 14      | 65      | 68      | -3      | 48      | Віталій Гусєв (18)                     |

## Тренери
- Борис Хоробров (…1992-1994…)
- Сергій Замогильний (2004, 2005—2006)
- Григорій Євтушенко (2005, до липня)